# Bollywood HD
Bollywood HD – izraelski kanał telewizyjny należący do ISG Media, nadający wyłącznie filmy z Indii. Kanał oferuje 600 godzin premier rocznie. Przed udostępnieniem w Polsce, stację uruchomiono w Europie Środkowo-Wschodniej (Rosja, kraje byłej WNP, Rumunia), na Bliskim Wschodzie oraz w Południowej Afryce.
Start stacji w Polsce miał miejsce jesienią 2015 roku, a jego dystrybutorem została TVPasja.